# Rivière Miramichi
Pour les articles homonymes, voir Miramichi (homonymie).
La rivière Miramichi est un cours d'eau du Nouveau-Brunswick. Elle a de nombreux affluents. La principale ville située sur ses rives est Miramichi.

## Étymologie
Les Micmacs appelaient la rivière Megamaage, ce qui signifie terre des Micmacs. Champlain lui donna le nom Misamichy.

## Géographie
La Miramichi comporte trois branches, la rivière Miramichi Sud-Ouest, la rivière Petite Miramichi Sud-Ouest et la rivière Miramichi Nord-Ouest.
La Miramichi Sud-Ouest prend sa source dans les Appalaches, près de Juniper, à environ 350 mètres d'altitude.
La Petite Miramichi Sud-Ouest prend sa source au lac Gover, dans les Appalaches, à environ 450 mètres d'altitude.
La Miramichi Nord-Ouest prend sa source dans les Appalaches, au nord du Mont Big Bald, à plus de 400 mètres d'altitude.

## Hydrographie
Le bassin hydrographique de la Miramichi mesure environ 13 000 km2.
Ses principaux affluents sont:
- rivière Barnaby
- rivière Bartholomew
- rivière Bartibog
- rivière Big Segovle
- rivière Cains
- ruisseau Clearwater
- rivière Dungarvon
- rivière Renous
- ruisseau Rocky
- rivière Taxis
- rivière Tomogonops